# Chalcopharis hoyoisi
Chalcopharis hoyoisi är en skalbaggsart som beskrevs av Rigout 1997. Chalcopharis hoyoisi ingår i släktet Chalcopharis och familjen Cetoniidae. Inga underarter finns listade i Catalogue of Life.